# Zlakusa
Zlakusa (cyr. Злакуса) – wieś w Serbii, w okręgu zlatiborskim, w mieście Užice. Leży 14 kilometrów na południowy wschód od Užic. W 2011 roku liczyła 671 mieszkańców.

## Historia
W czasach rzymskich na terenie dzisiejszej wsi mieściły się rzymskie fortyfikacje, połączone z obserwatorium. Pierwsze pisemne wzmianki pochodzą z połowy XIX wieku. Na początku XX wieku wieś liczyła 385 mieszkańców.
18 sierpnia 1941 na mieszczącym się w pobliżu wsi wzgórzu Gradina odbyła się potyczka Niemców z partyzantami. Po walkach Niemcy aresztowali 18 osób (w tym dwie za posiadanie nielegalnej literatury komunistycznej) i powiesili ich przy wejściu do wsi.
Pierwszą szkołę we wsi otwarto w 1939 roku. Elektryfikację miejscowości przeprowadzono 21 lat później, natomiast w 1968 pojawiły się wodociągi. W 1975 w wiosce pojawiła się pierwsza asfaltowa droga. Rok później otwarto połączenie kolejowe pomiędzy Belgradem a Barem, przechodzące przez wioskę. Pierwsze telefony pojawiły się w Zlakusie 1983 roku, a rok później zamontowano elektryczne oświetlenie na ulicach. W 2005 roku otwarto skansen „Terzića avlija”, w budynku pierwszej szkoły.
W XX wieku mieszkańcy wioski czerpią dochody z rolnictwa (hodowla kwiatów, malin, śliw), z wytwarzania tradycyjnej miejscowej ceramiki, ale też z turystyki i prowadzenia drobnych punktów gastronomicznych czy handlowych.

## Obiekty i atrakcje turystyczne
- wieś znana jest przede wszystkim z produkcji tradycyjnych naczyń glinianych. Wytwarzane są ręcznie, w ten sam sposób od 400 lat, z mieszaniny gliny i kamienia (dzięki czemu mogą być wykorzystywane nie tylko do podawania potraw, ale też ich gotowania). Obecnie we wsi ok. 20 gospodarstw domowych wytwarza te naczynia. Turyści mogą obserwować rzemieślników pracujących na świeżym powietrzu[5].
- Terzića avlija - skansen otwarty w 2005 roku w budynku pierwszej szkoły[4][3]. W 2008 otrzymała nagrodę Serbskiej Organizacji Turystycznej za udział w rozwoju turystyki wiejskiej w Serbii. Oprócz obiektów muzealnych w skansenie znajduje się też restauracja, sklep z pamiątkami i galeria[6].
- we wsi znajduje się galeria malarstwa Vasilije Terzića[7].
- od 1992 roku odbywa się festiwal „Jesień w Zlakusie”[5].